# 潘普洛纳 (哥伦比亚)
潘普洛纳是哥伦比亚北桑坦德省的一座城市，海拔高度2,342米（7,684英尺），2015年人口57,803。